# Pancheria
Pancheria es un género con 38 especies de plantas con flores perteneciente a la familia Cunoniaceae. 

## Etimología
El género fue nombrado en honor de Jean Armand Isidore Pancher, botánico y explorador francés.

## Especies seleccionadas
| - Pancheria alaternoides - Pancheria aemula - Pancheria beauverdiana - Pancheria billardieri | - Pancheria brunhesi - Pancheria calophylla - Pancheria communis - Pancheria confusa |